# Finale de la Ligue des champions de l'UEFA 2004-2005
La finale de la Ligue des Champions 2004-2005 est la 50e finale de la Ligue des champions de l'UEFA. Disputée le 25 mai 2005 au Stade Olympique Atatürk, d'Istanbul (Turquie), elle oppose le club anglais du Liverpool Football Club au club italien du Milan AC qui ont respectivement éliminé en demi-finale le Chelsea FC et le PSV Eindhoven.
Le stade est rempli de près de 70 000 spectateurs dont 40 000 supporteurs des Reds, 15 000 supporteurs Rossoneri et 15 000 spectateurs neutres. Cette rencontre, surnommée le « miracle d'Istanbul », est restée dans les mémoires en raison de son déroulement prolifique en buts, et de l'extraordinaire abnégation des hommes de Liverpool qui parviennent à l'emporter aux tirs au but après avoir rattrapé leurs 3 buts de retard en seulement 7 minutes. 
À la mi-temps, le Milan AC domine nettement et mène 3-0 grâce à un but de Paolo Maldini inscrit dès la première minute de jeu, puis un doublé de Hernán Crespo juste avant la mi-temps. En début de seconde mi-temps, Liverpool opère un incroyable retournement de situation et revient à 3-3 en moins de dix minutes. Puis, à l'issue d'une séance de tirs au but, le club anglais remporte le cinquième sacre européen de son histoire.

## Parcours des finalistes
Note : dans les résultats ci-dessous, le score du finaliste est toujours donné en premier (D : domicile ; E : extérieur).
| Rang | Équipe               | Pts | J | G | N | P | Bp | Bc | Diff |
| ---- | -------------------- | --- | - | - | - | - | -- | -- | ---- |
| 1    | AS Monaco            | 12  | 6 | 4 | 0 | 2 | 10 | 4  | +6   |
| 2    | Liverpool FC         | 10  | 6 | 3 | 1 | 2 | 6  | 3  | +3   |
| 3    | Olympiakos           | 10  | 6 | 3 | 1 | 2 | 5  | 5  | 0    |
| 4    | Deportivo La Corogne | 2   | 6 | 0 | 2 | 4 | 0  | 9  | -9   |

| Rang | Équipe           | Pts | J | G | N | P | Bp | Bc | Diff |
| ---- | ---------------- | --- | - | - | - | - | -- | -- | ---- |
| 1    | Milan AC         | 13  | 6 | 4 | 1 | 1 | 10 | 3  | +7   |
| 2    | FC Barcelone     | 10  | 6 | 3 | 1 | 2 | 9  | 6  | +3   |
| 3    | Chakhtar Donetsk | 6   | 6 | 2 | 0 | 4 | 5  | 9  | -4   |
| 4    | Celtic Glasgow   | 5   | 6 | 1 | 2 | 3 | 4  | 10 | -6   |

1. ↑  Le match retour de la confrontation entre l'AC Milan et l'Inter Milan est interrompu à la 73e minute de jeu lorsque le gardien de l'AC Milan Dida est atteint par un fumigène en provenance des tribunes. Le résultat au moment de l'arrêt est de 1-0 pour l'AC Milan, qui est par la suite changé en victoire sur tapis vert avec un score de 3-0[1].

### Liverpool FC
Qualifié grâce à une quatrième place en Premier League la saison précédente, le Liverpool FC fait son entrée dans la Ligue des champions 2004-2005 au troisième tour de qualification face à l'équipe autrichienne Grazer AK. Liverpool remporte le match aller 2-0 et, malgré une défaite 0-1 au retour, se qualifie pour la phase principale de poules.
Le Liverpool Football Club est tiré au sort dans le groupe A avec l'AS Monaco (finaliste de l'édition précédente), l'Olympiakos et le Deportivo La Corogne. Après une première victoire sur l'AS Monaco par deux buts à zéro à Anfield, Liverpool perd une rencontre importante contre l'Olympiakos au Pirée par un but à zéro. Le club de la Mersey fait ensuite match nul contre le Deportivo La Corogne à domicile avant d'aller le battre sur son terrain 1-0. Défait par Monaco, finaliste de l'édition précédente, Liverpool reçoit l'Olympiakos Le Pirée lors de la dernière journée et se trouve dans l'obligation de gagner pour se qualifier. Le 8 décembre 2004, Liverpool commence difficilement le match et se trouv mené un but à zéro à la pause. Grâce à des buts de Florent Sinama-Pongolle juste après la mi-temps, puis de Neil Mellor à la 80e minute et du capitaine Steven Gerrard six minutes plus tard, le Liverpool Football Club renverse le score et l'emporte 3 à 1 contre le club grec, à Anfield. Il se qualifie pour les huitièmes de finale en terminant second du groupe devant l'Olympiakos grâce à une meilleure différence de buts dans les confrontations directes avec le club grec (3-2).
En huitièmes de finale de la Ligue des champions, Liverpool est opposé au Bayer Leverkusen qui a terminé premier du groupe B devant le Real Madrid. Grâce à deux victoires 3-1, les Reds se qualifient pour les quarts de finale. Leur adversaire est alors la Juventus. Grâce à un succès 2-1 à domicile, Liverpool est en position favorable avant le déplacement au Stadio delle Alpi. Ce match est également l'occasion de se souvenir du drame du Heysel, vingt ans après. Grâce à l'obtention d'un match nul 0-0 au match retour, le club anglais est qualifié pour le tour suivant. En demi-finale, Liverpool est opposé à Chelsea, autre club d'Angleterre. À Stamford Bridge, les deux équipes se neutralisent et le score final est de 0-0. Au match retour, Liverpool marque rapidement un but litigieux. Chelsea ne réussit pas à se qualifier et les Reds sont qualifiés pour la finale de la Ligue des Champions.

### AC Milan
Le Milan AC est qualifié pour la Ligue des Champions 2004-2005 à la suite de son dix-septième titre de champion d'Italie obtenu lors de la saison 2003-2004 du championnat d'Italie. Grâce à ce titre de champion d'Italie, le Milan AC est directement qualifié pour les phases de poules de la compétition.
Le Milan AC figure dans le groupe F avec le FC Barcelone, le Chakhtar Donetsk, et le Celtic Glasgow. Les Milanais se placent rapidement dans le groupe avec deux victoires 1-0 sur Chakhtar Donetsk en Ukraine et 3-1 à San Siro contre les Écossais du Celtic Glasgow. Le Milan AC commence de bonne manière la double confrontation contre le FC Barcelone avec une victoire 1-0 à domicile. Lors du match retour, le club italien s'incline pour la première fois dans la compétition deux buts à un. Lors de la cinquième journée de la phase de poules, le Milan AC s'assure la qualification pour le tour suivant grâce à une large victoire 4-0 sur le Chakhtar Donetsk. Lors de la dernière rencontre du groupe, les Milanais rencontrent les joueurs de Glasgow et le match se termine sur un score nul et vierge.
En huitièmes de finale, le Milan AC est opposé à Manchester United. Le club italien a l'avantage du terrain car il a terminé premier de son groupe et est opposé au club anglais qui a terminé deuxième. Cela signifie que le match aller se joue à Old Trafford et le match retour à San Siro. Lors des deux rencontres, le résultat est le même, Milan gagne sur le score de 1-0. Qualifié pour les quarts de finale, l'Inter Milan est désigné adverse du Milan AC pour un derby. Les deux clubs se partagent le Stade San Siro, les deux matchs, aller et retour, se disputent donc dans le même stade. À l'aller, le Milan AC l'emporte 2-0. Pendant le match retour, une semaine plus tard, le Milan AC remporte le match sur tapis vert. Lors de la 73e minute de la rencontre, alors que l'Inter Milan est de nouveau dominé 1-0, le gardien du Milan AC Dida est touché par un projectile. En demi-finale, l'adverse du club italien est le PSV Eindhoven. Après une victoire 2-0 en Italie, le Milan AC se fait des frayeurs à l'extérieur et s'incline 3-1. Le club italien ne doit sa victoire qu'à la règle des buts à l'extérieur. Le Milan AC est qualifié pour la finale de la Ligue des Champions face au Liverpool FC.

## Préparatifs de la rencontre
La finale de la Ligue des Champions 2004-2005 est le retour du Liverpool Football Club en finale de la C1 depuis la finale contre la Juventus en 1985 au Heysel. Le Milan AC est alors l'une des meilleures équipes européennes, le club a remporté la compétition majeure européenne deux saisons auparavant. Champion d'Italie en titre, le Milan AC a échoué en quart de finale en Ligue des Champions lors de l'édition précédente.
Sur le total d'environ 70 000 billets disponibles pour voir la finale dans le stade Olympique Atatürk. Chacune des deux équipes ont 20 000 billets alloués, le reste étant réservés aux supporters neutres et aux invités. L'UEFA met alors en vente 7 500 billets en vente sur son site internet et distribue 14 500 dans le monde du football. La fédération de Turquie de football possède 7 500 billets pour les supporters turcs, mais ces places sont pour la plupart finalement vendues sur le marché noir. Les chambres d'hôtels d'Istanbul sont rapidement réservées par les agences de voyage et les supporters. De nombreux supporters anglais ont fait le voyage jusqu'en Turquie, ils sont estimés à environ 30 000 personnes, et ceux qui n'ont pas de tickets restent autour du stade à regarder la rencontre dans les bars de la capitale économique de Turquie. La BBC annonce qu'il n'y a pas eu de violence et que l'ambiance entre les supporters des deux clubs était amicale.

## Match

### Résumé

#### 1remi-temps: domination milanaise

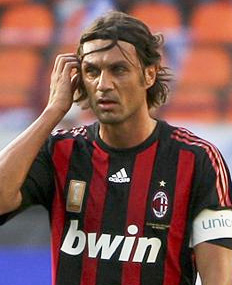
Paolo Maldini, capitaine du Milan AC, est le premier buteur de la finale, dès la première minute de la rencontre.

Dès la première minute de jeu, l'arrière gauche de Liverpool Djimi Traoré perd le ballon puis fait une faute sur le Brésilien Kaká. Le vétéran Paolo Maldini reprend du pied droit le coup franc de Andrea Pirlo pour ouvrir le score en faveur du Milan AC. Maldini inscrit alors le but le plus rapide d'une finale de Ligue des Champions seulement 52 secondes après le coup d'envoi. Le Milan AC contrôle dès lors le jeu, Pirlo et Kaká prennent le dessus sur le milieu de terrain des Reds. Vladimír Šmicer rentre en jeu à la 23e minute en remplacement de l'attaquant Harry Kewell qui s'est blessé. Avec Milan Baroš seul en pointe, Liverpool ne se montre pas dangereux, Milan peut prendre plus de risques pour attaquer. Lancé dans la profondeur, Chevtchenko met la balle dans les filets par-dessus Jerzy Dudek mais l'attaquant ukrainien est signalé hors-jeu.
À la 37e minute, Alessandro Nesta contre le ballon du bras dans la surface milanaise. Alors que certains joueurs de Liverpool demandent un pénalty à l'arbitre,, le Milan AC part en contre, Pirlo donne le ballon à Kaká qui percute puis écarte sur Chevtchenko, excentré sur le côté droit de l'attaque. Le centre à ras de terre de ce dernier trouve Hernán Crespo qui marque le deuxième but milanais. Trois minutes plus tard, sur une nouvelle superbe passe en profondeur de Kaká, Milan inscrit un nouveau but par l'intermédiaire de l'argentin Crespo qui devient alors le premier joueur à inscrire un doublé en finale de Ligue des Champions depuis le dortmundois Karl-Heinz Riedle en 1997, en gagnant son duel face à Dudek en piquant le ballon au-dessus du portier de Liverpool.

#### 2emi-temps: retour de Liverpool

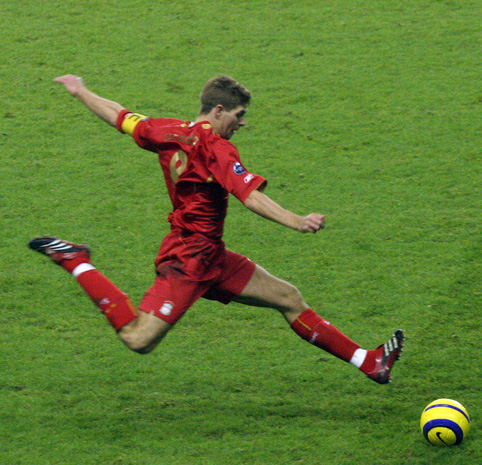
Steven Gerrard marque le premier but de Liverpool de la tête.

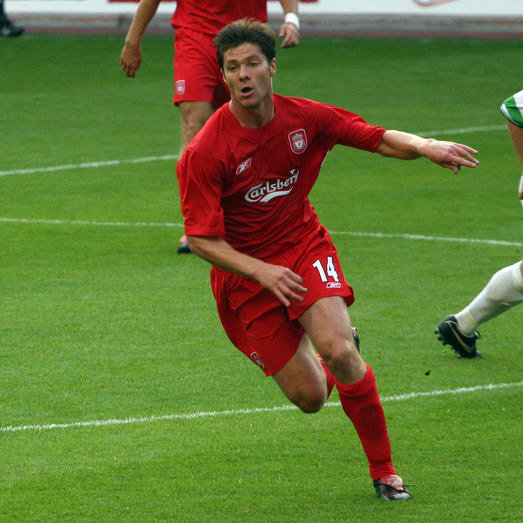
Xabi Alonso inscrit le but égalisateur.

À la mi-temps, presque personne ne pense que la victoire puisse échapper aux Milanais qui n'ont plus qu'à gérer la seconde période pour s'imposer. La cote de Liverpool à la mi-temps est de 359 contre 1 et quelques parieurs en Angleterre misent sur cette forte cote. Rafael Benitez choisit de remplacer Steve Finnan par Dietmar Hamann. Le début de la seconde période est différent de la première : les Anglais reviennent avec de nouvelles intentions. Hamann arrive à tenir le futur ballon d'or Kaká, permettant à Steven Gerrard de jouer désormais plus haut. Le nouveau poste de ce dernier ne permet pas à Pirlo de diriger le jeu comme il le souhaiterait. Le capitaine Gerrard peut alors montrer la voie à son équipe d'une tête décroisée (3-1, 54e). Ce but redonne espoir aux Reds. Milan prend peur lorsque deux minutes plus tard, d'une frappe lointaine de Vladimír Šmicer, les Reds diminuent leur retard à nouveau (3-2, 56e).
Les supporteurs de Liverpool FC donnent alors de la voix pour encourager leur équipe. À la 59e minute de la rencontre, l'arbitre accorde un penalty à Liverpool à la suite d'un tacle par derrière de Gennaro Gattuso sur Steven Gerrard. Le milieu de terrain espagnol Xabi Alonso tire le penalty d'une frappe croisée et puissante du pied droit qui est repoussée par le gardien brésilien du Milan AC, Dida, mais l'Espagnol suit son tir et égalise par une nouvelle frappe du pied gauche qui termine sous la barre transversale (3-3, 60e). Les deux entraîneurs effectuent alors des changements, Milan Baros est remplacé par Djibril Cissé du côté de Liverpool, Hernán Crespo et Clarence Seedorf sortent pour Milan et sont remplacés par Jon Dahl Tomasson et Serginho. Plus aucun but n'est marqué à l'issue du temps réglementaire.

#### Prolongation
À la 117e minute de la finale, Andriy Chevtchenko réussit une tête cadrée dans le but de Jerzy Dudek qui arrive à détourner le ballon et le relâche devant son but. Chevtchenko est alors plus rapide que les défenseurs du club anglais et déclenche une frappe cadrée qui heurte le visage de Dudek, tout juste relevé de son premier arrêt. Aucun but ne sera marqué dans les prolongations. L'attribution de la « Coupe aux grandes oreilles » se jouera donc aux tirs au but.

#### Tirs au but
La séance de pénalty se déroule dans les buts où chacun des clubs a marqué ses trois buts. Pour commencer la séance, c’est Serginho (qui avait marqué son tir au but en 2003 en finale de Ligue des champions face à la Juventus) qui s’élance et qui la met... au-dessus. Puis c’est Hamann qui arrive au point de penalty donner l’avantage aux Reds, et il transforme son penalty que Dida avait frôlé. Ensuite, c’est le maître des coups de pied arrêtés Andrea Pirlo qui vient essayer de transformer son tir pour l’AC Milan, qui est arrêté par Jerzy Dudek, qui a sûrement gêné Pirlo via ses gestes loufoques. Djibril Cissé transforme son tir sans broncher : 2-0 pour Liverpool. Puis c’est Tomasson qui transforme son tir pour redonner espoir aux Rossoneri. Riise alors vient pour garder le grand avantage de Liverpool mais Dida arrête le ballon : 2-1 maintenant. Kaká se présente et transforme, de même pour Šmicer. Alors que le score est de 3 à 2, Shevchenko doit marquer pour ne pas faire perdre son club, mais Jerzy Dudek trompe encore une fois l’ukrainien. Liverpool FC s'impose (3-3, 3 tirs au but à 2) et remporte sa 5e Ligue des champions, 20 ans tout juste après le Drame du Heysel.

### Feuille de match
| Titulaires : |  |
| |  |
| 1 Dida · 2 Cafu · 3 Paolo Maldini · 7 Andriy Chevtchenko · 8 Gennaro Gattuso 112e · 11 Hernán Crespo 85e · 13 Alessandro Nesta · 20 Clarence Seedorf 86e · 21 Andrea Pirlo · 22 Kaká · 31 Jaap Stam · |  |
| Remplaçants : |  |
| 4 Kakha Kaladze · 5 Alessandro Costacurta · 10 Rui Costa 112e · 15 Jon Dahl Tomasson 85e · 24 Vikash Dhorasoo · 27 Serginho 86e · 46 Christian Abbiati ·                                              |  |
| Entraîneur : |  |
| Carlo Ancelotti |  |

| Titulaires : |  |
| |  |
| 1 Jerzy Dudek · 3 Steve Finnan 46e · 4 Sami Hyypiä · 5 Milan Baroš 81e 85e · 6 John Arne Riise · 7 Harry Kewell 23e · 8 Steven Gerrard · 10 Luis García · 14 Xabi Alonso · 21 Djimi Traoré · 23 Jamie Carragher 76e · |  |
| Remplaçants : |  |
| 9 Djibril Cissé 85e · 11 Vladimír Šmicer 23e · 16 Dietmar Hamann 46e · 17 Josemi · 18 Antonio Núñez · 20 Scott Carson · 25 Igor Bišćan ·                                                                              |  |
| Entraîneur : |  |
| Rafael Benítez |  |

| Titulaires : |  |
| |  |
| 1 Dida · 2 Cafu · 3 Paolo Maldini · 7 Andriy Chevtchenko · 8 Gennaro Gattuso 112e · 11 Hernán Crespo 85e · 13 Alessandro Nesta · 20 Clarence Seedorf 86e · 21 Andrea Pirlo · 22 Kaká · 31 Jaap Stam · |  |
| Remplaçants : |  |
| 4 Kakha Kaladze · 5 Alessandro Costacurta · 10 Rui Costa 112e · 15 Jon Dahl Tomasson 85e · 24 Vikash Dhorasoo · 27 Serginho 86e · 46 Christian Abbiati ·                                              |  |
| Entraîneur : |  |
| Carlo Ancelotti |  |

| Titulaires : |  |
| |  |
| 1 Jerzy Dudek · 3 Steve Finnan 46e · 4 Sami Hyypiä · 5 Milan Baroš 81e 85e · 6 John Arne Riise · 7 Harry Kewell 23e · 8 Steven Gerrard · 10 Luis García · 14 Xabi Alonso · 21 Djimi Traoré · 23 Jamie Carragher 76e · |  |
| Remplaçants : |  |
| 9 Djibril Cissé 85e · 11 Vladimír Šmicer 23e · 16 Dietmar Hamann 46e · 17 Josemi · 18 Antonio Núñez · 20 Scott Carson · 25 Igor Bišćan ·                                                                              |  |
| Entraîneur : |  |
| Rafael Benítez |  |

### Maillots
| Milan AC | Liverpool FC |

### Statistiques
|                      | Milan | Liverpool |
| -------------------- | ----- | --------- |
| Buts marqués         | 3     | 0         |
| Total tirs           | 7     | 5         |
| Tirs cadrés          | 5     | 1         |
| Possession du ballon | 45 %  | 55 %      |
| Corners              | 1     | 1         |
| Fautes commises      | 8     | 7         |
| Hors-jeu             | 5     | 1         |
| Cartons jaunes       | 0     | 0         |
| Cartons rouges       | 0     | 0         |

|                      | Milan | Liverpool |
| -------------------- | ----- | --------- |
| Buts marqués         | 0     | 3         |
| Total tirs           | 9     | 9         |
| Tirs cadrés          | 1     | 3         |
| Possession du ballon | 55 %  | 45 %      |
| Corners              | 8     | 3         |
| Fautes commises      | 8     | 16        |
| Hors-jeu             | 2     | 4         |
| Cartons jaunes       | 0     | 2         |
| Cartons rouges       | 0     | 0         |

|                      | Milan | Liverpool |
| -------------------- | ----- | --------- |
| Buts marqués         | 3     | 3         |
| Total tirs           | 16    | 14        |
| Tirs cadrés          | 6     | 4         |
| Possession du ballon | 50 %  | 50 %      |
| Corners              | 9     | 4         |
| Fautes commises      | 16    | 23        |
| Hors-jeu             | 7     | 5         |
| Cartons jaunes       | 0     | 2         |
| Cartons rouges       | 0     | 0         |

## Après-match

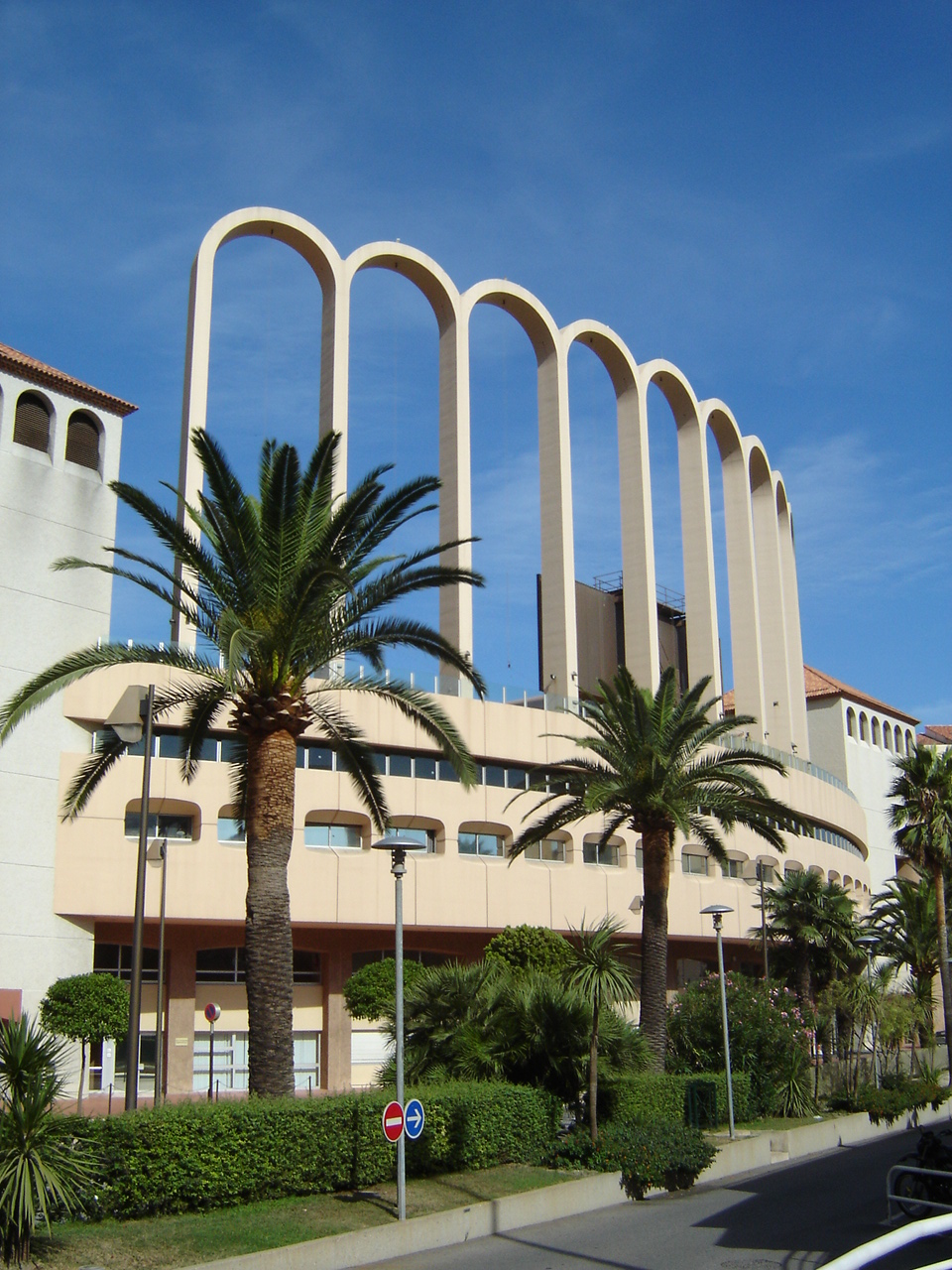
Le Liverpool Football Club remporte ensuite la Supercoupe d'Europe au stade Louis II.

En remportant la Ligue des Champions, le Liverpool Football Club obtient le droit de jouer la Supercoupe d'Europe contre le vainqueur de la Coupe UEFA lors de la même saison, le CSKA Moscou. La rencontre se déroule le 26 août 2005 au stade Louis-II et voit les Reds s'imposer sur le score de 3 buts à 1 après prolongation. Le succès en Ligue des champions, trophée continental majeur en Europe, permet au club de Liverpool de disputer la Coupe du monde des clubs. Dispensé du premier tour, le Liverpool Football Club gagne sa demi-finale contre le Deportivo Saprissa par 3 buts à 0. En finale, le club anglais rencontre le vainqueur de la Copa Libertadores, São Paulo, contre lequel il s'incline sur la marque de 1 à 0 après avoir eu trois buts refusés.
Deux saisons plus tard, le Milan AC et le Liverpool Football Club se retrouvent à nouveau en finale de la Ligue des Champions. Le résultat du match est tout autre et le club italien prend sa revanche en remportant la finale de la Ligue des Champions 2007 sur le score de 2-1.
La finale de la Ligue des champions 2005 est considérée comme l'une des meilleures de l'histoire de la compétition. En 2009, Eurosport la désigne comme le plus grand match de la Ligue des champions.